# Невский, Иван Александрович
Невский Иван Александрович (11 ноября 1895 года — 18 июля 1942 года) — ученый, партийный и общественный деятель. Профессор Северо-Кавказского инженерно-экономического института, Северо-Кавказского финансово-экономического института, Северо-Кавказского института марксизма-ленинизма, Северо-Кавказского коммунистического университета. Государственный деятель, ответственный секретарь Ярославского губкома РКП (б) (1921-1922). Ректор Ростовского государственного университета (1929—1931).

## Биография
Невский Иван Александрович родился 11 ноября 1895 году в деревне Кузнецовка Тверской губернии в семье рабочего. Учился на механика в техническом училище в 1907—1909 годах. В 1911 году вступил в ряды РСДРП. Занимался революционной деятельностью в Петрограде и Твери.
В 1912 году был арестован за деятельность по распространению нелегальной литературы. Отсидел в тюрьме 1 год 5 месяцев, после чего был выслан из города.
В годы Первой мировой войны был членом Петроградского комитетов РСДРП (б), с 1917 был назначен заместителем председателя Тверского комитетов РСДРП (б). В конце этого же года стал председателем Тверского губсовнархоза.
В 1918—1919 годах был членом Московского областного бюро РКП (б), с лета 1919 года работал редактором газеты «Тверская правда», журнала «Вестник коммунизма».  Ответственный секретарь Тверского губкома РКП (б) (1919-1921). В 1920-1021 годах — председатель Тверского губернского комитета РКП(б).
В 1921 году был назначен на должность ответственного секретаря Ярославского губкома РКП (б). Был на этом посту до конца 1922 года. Избирался делегатом VIII (1919), X (1921) и XI (1922) съездов РКП (б).
В 1923 году находился на преподавательской работе. Читал лекции в Иваново-Вознесенском политехническом техникуме (1923−1924), состоял в Новочеркасске в правлении Донского политехнического института (1925), был зав. кафедрой Северо-Кавказской краевой школой советского и партийного строительства (1925−1926), работал ректором Северо-Кавказского краевого коммунистического университета (1926−1927). 18 декабря 1927 года, в годы проводимой в стране чистки кадров, был исключён из рядов ВКП (б), однако 11 октября 1928 года был восстановлен.
В дальнейшем работал в разных ВУЗах страны. Был  ректором Северо-Кавказского государственного университета (1929—1931) (ныне  Ростовский государственный университет), профессором Северо-Кавказского инженерно-экономического института, Северо-Кавказского финансово-экономического института, Северо-Кавказского института марксизма-ленинизма, Северо-Кавказского коммунистического университета.
С  1933 года — директор Всесоюзного научно-исследовательского института угольной промышленности по безопасности горных работ, расположенного в городе Макеевка Донецкой области.
В 1935 году был арестован и осуждён к 3-м годам лишения свободы. 27 января 1942 года вновь арестован. Расстрелян 18 июля этого же года. В 1958 году был реабилитирован.